# Аманов, Назар
Назар Аманов (1908, Хорезмское ханство — неизвестно) — советский колхозник. Герой Социалистического Труда (1951).

## Биография
Назар Аманов родился в 1908 году в Хивинском ханстве (сейчас на территории Кёнеургенчского этрапа Дашогузского велаята Туркменистана).
После начала коллективизации вступил в колхоз «Большевик» Куня-Ургенчского района Ташаузской области Туркменской ССР, председателем которого был Ашир Какабаев, удостоенный в 1948 и 1951 годах (с отменой второго награждения) звания Героя Социалистического Труда. 
В дальнейшем руководил хлопоководческим звеном.
По итогам работы в 1949 году был награждён орденом Ленина.
В 1950 году звено Аманова собрало с 11,5 гектара хлопок урожайностью 69,4 центнера с гектара.
30 июля 1951 года Указом Президиума Верховного Совета СССР за получение высоких урожаев хлопка в 1950 году на поливных землях удостоен звания Героя Социалистического Труда с вручением ордена Ленина и золотой медали «Серп и Молот».
О дальнейшей жизни данных нет.
Награждён двумя орденами Ленина (30 июня 1950, 30 июля 1951), медалями.